# 石景山区
石景山区（せきけいざんく）は、中華人民共和国北京市に位置する市轄区。2019年末時点で常住人口が57.2万人の人口を有する北京最大の工業地帯である。

## 地理
石景山は都市開発が進み、北京市中心への通勤する住民のための高層住宅が建設されている。

## 歴史
石景山区は区内の同名山に由来し命名された。戦前より工業開発が進み、中華民国時代には工場建設が行われ、1919年には中国人による石景山錬鉄工場（稼動せず）が開設された。また昭和初期の1937年には日本資本による石景山製鉄所（現在の首都鋼鉄会社）が建設され、1942年までに鋳鉄25万トンが生産されている。また戦中には久保田鉄工所が建設され、現在の首都鋼鉄会社華禹鋳造工場に発展している。
現在の行政区名は1952年6月20日に15区から石景山区と改称され現在に至っている。

## 経済
中国を代表する鉄企業である首都鋼鉄会社グループ（首鋼集団）が地域経済で大きな地位を占め、首鋼集団の中核である首都鋼鉄は、区財源の歳入の約半分に相当する法人税を納税し、区人口の40%を関連企業が雇用している。
首鋼集団とNECとの合弁企業「首鋼日電電子」を誘致するなどの工業中心の経済構造であるが、北京オリンピック開催に伴い、北京最大の大気汚染源の一つであるとされる首都鋼鉄の製鉄工場部門が唐山鋼鉄と首都鋼鉄との共同事業による「首鋼京唐鋼鉄」を設立し、唐山市に全面移転する計画が発表されるなど、鉄鋼依存財政体質からの転換を迫られている。
首鋼集団依存体制からの転換を目指し石景山区は「首都休閑娯楽中心区」構想を発表、「北京数字娯楽産業示範基地」が設置され、ゲーム、漫画、アニメーション、コンピュータグラフィックスなどを手がける約80のメディア関連企業が進出している。

## 交通
- 北京地下鉄
  - 1号線始発駅である苹果園駅がある。1号線のこの区における総延長はおよそ8キロメートルである。
- 中国国鉄
  - 豊沙線、京原線：石景山南駅

## 行政区画
この節の参考資料
| 街道弁事処 | 社区 |
| ---------- | --- |
| 八宝山街道 | 電科院社区、玉泉路西社区、電子科技情報研究所社区、瑞達社区、中鉄建設有限公司社区、魯谷住宅社区、四季園社区、永楽東小区北社区、永楽東小区南社区、青年楼社区、三山園社区、玉泉西里西社区、玉泉西里北社区、玉泉西里中社区、玉泉西里南社区、沁山水北社区、沁山水南社区                                                                     |
| 老山街道   | 高能所社区、中国科学院大学社区、玉泉西路社区、何家墳社区、老山東里北社区、老山東里社区、老山東里南社区、老山西里社区、十一号院社区、翠谷玉景苑社区、京源路社区、玉泉北里二区第一社区 |
| 八角街道   | 八角北里社区、八角中里社区、建鋼南里社区、古城南里社区、八角南路社区、古城南路社区、八角路社区、公園北社区、八角北路社区、八角北路特鋼社区、楊荘南区社区、楊荘中区社区、八角南里社区、地鉄古城家園社区、楊荘北区社区、黄南苑社区、時代花園社区、景陽東街第一社区、景陽東街第二社区、景陽東街第三社区、体育場南路社区、楊荘北区第二社区 |
| 古城街道   | 北小区社区、南路東社区、南路西社区、環鉄社区、天翔社区、八千平社区、古城路社区、古城特鋼社区、西路北社区、十万平社区、西路南社区、北辛安南北岔社区、北辛安大街社区、白廟龐村社区、南大荒社区、北辛安鉄新社区、水泥廠社区、老古城東社区、老古城西社区、浜河園燕堤南路社区、浜河園燕堤西街社区、浜河園燕堤中街社区                       |
| 苹果園街道 | 西黄村社区、下荘社区、八大処社区、西井社区、海特花園第三社区、苹一社区、辺府社区、琅山村社区、苹三社区、苹二社区、苹四社区、軍区装備部大院社区、海特花園第一社区、海特花園第二社区、西黄新村社区、西山楓林第一社区、軍区大院第一社区、西山楓林第二社区、西黄新村東里社区、西黄新村西里社区、東下荘社区                                 |
| 金頂街街道 | 金頂街四区社区、金頂街一区社区、趙山社区、西福村社区、鋳造村社区、模式口東里社区、模式口中里社区、模式口南里社区、模式口北里社区、模式口村社区、金頂街三区社区、金頂街五区社区、模式口西里南区社区、模式口西里北区社区、模式口西里中区社区、金頂街二区社区                                                                             |
| 広寧街道   | 東山社区、新立街社区、麻峪社区、麻峪北社区、高井路社区 |
| 五里坨街道 | 軍区聯勤部大院社区、黒石頭社区、西山機械廠社区、高井社区、隆恩寺社区、東街社区、紅衛路社区、南宮社区、隆恩寺新区社区、天翠陽光第一社区、天翠陽光第二社区、天翠陽光第三社区、隆恩頤園社区、南宮嘉園社区 |
| 魯谷街道   | 双錦園社区、永楽西北社区、永楽西南社区、久築社区、五芳園社区、重聚園社区、依翠園北社区、依翠園南社区、六合園北社区、六合園南社区、石景山医院社区、新華社社区、七星園北社区、七星園南社区、衙門口東社区、衙門口西社区、衙門口南社区、新嵐大廈社区、重興園社区、聚興園社区、碣石坪社区、西廠社区                                         |

## 友好都市
- 東京都板橋区:1997年10月8日友好都市提携
- 東京都墨田区:1997年12月13日友好都市提携

## 観光地
- 八大処（北京市八大処公園）
- 石景山遊楽園(別名：八角遊園地。英語：Bajiao Amusement Park)
- 法海寺
- 第四紀氷河遺跡陳列館
- 北京国際彫塑公園